# Sandwithia
Sandwithia es un género perteneciente a la familia de las euforbiáceas con dos especies de plantas.

## Taxonomía
El género fue descrito por Julius Philip Benjamin von Rohr y publicado en Bulletin of Miscellaneous Information Kew 1932: 184. 1932. La especie tipo es: Sandwithia guyanensis Lanj.

## Especies aceptadas
A continuación se brinda un listado de las especies del género Sandwithia aceptadas hasta octubre de 2012, ordenadas alfabéticamente. Para cada una se indica el nombre binomial seguido del autor, abreviado según las convenciones y usos.
- Sandwithia guyanensis Lanj.
- Sandwithia heterocalyx Secco